# Carangue coubali
Caranx crysos
Espèce
Statut de conservation UICN

 LC  : Préoccupation mineure
La Carangue coubali, Caranx crysos, est un poisson de la famille des Carangidés.